# Еквадор на Чемпіонаті світу з водних видів спорту 2015
Еквадор взяв участь у Чемпіонаті світу з водних видів спорту 2015, який пройшов у Казані (Росія) від 24 липня до 9 серпня.

## Плавання на відкритій воді
Повна команда спортсменів Еквадору кваліфікувалися на змагання з плавального марафону на відкритій воді.
| Спортсмен                                                   | Дисципліна        | Час       | Місце |
| ----------------------------------------------------------- | ----------------- | --------- | ----- |
| Естебан Ендеріка                                            | 10 км (чоловіки)  | 1:50:48.3 | 20    |
| Іван Ендеріка Очоа                                          | 5 км (чоловіки)   | 55:26.3   | 15    |
| Іван Ендеріка Очоа                                          | 10 км (чоловіки)  | 1:51:54.5 | 34    |
| Сантьяго Ендеріка                                           | 5 км (чоловіки)   | 55:32.3   | 25    |
| Сантьяго Ендеріка                                           | 25 км (чоловіки)  | 4:56:59.4 | 7     |
| Саманта Аревало Салінас                                     | 10 км (жінки)     | 1:58:46.9 | 12    |
| Наталі Кальдас                                              | 5 км (жінки)      | 1:01:10.2 | 25    |
| Наталі Кальдас                                              | 10 км (жінки)     | 1:58:46.9 | 12    |
| Саманта Аревало Салінас Естебан Ендеріка Іван Ендеріка Очоа | командні змагання | 56:45.9   | 9     |

## Плавання
Еквадорські плавці виконали кваліфікаційні нормативи в дисциплінах, які наведено в таблиці (не більш як 2 плавці на одну дисципліну за часом нормативу A, і не більш як 1 плавець на одну дисципліну за часом нормативу B):
Чоловіки
| Спортсмен        | Дисципліна            | Попередній заплив | Попередній заплив | Півфінал        | Півфінал        | Фінал           | Фінал           |
| Спортсмен        | Дисципліна            | Час               | Місце             | Час             | Місце           | Час             | Місце           |
| ---------------- | --------------------- | ----------------- | ----------------- | --------------- | --------------- | --------------- | --------------- |
| Естебан Ендеріка | 800 м вільним стилем  | 8:03.17           | 26                | Н/Д             | Н/Д             | Завершив виступ | Завершив виступ |
| Естебан Ендеріка | 1500 м вільним стилем | 15:20.58          | 22                | Н/Д             | Н/Д             | Завершив виступ | Завершив виступ |
| Томас Перібоніо  | 200 м вільним стилем  | 1:51.78           | 53                | Завершив виступ | Завершив виступ | Завершив виступ | Завершив виступ |
| Томас Перібоніо  | 400 м вільним стилем  | 3:57.21           | 49                | Н/Д             | Н/Д             | Завершив виступ | Завершив виступ |

Жінки
| Спортсменка             | Дисципліна            | Попередній заплив | Попередній заплив | Фінал            | Фінал            |
| Спортсменка             | Дисципліна            | Час               | Місце             | Час              | Місце            |
| ----------------------- | --------------------- | ----------------- | ----------------- | ---------------- | ---------------- |
| Саманта Аревало Салінас | 400 м вільним стилем  | 4:20.47           | 34                | Завершила виступ | Завершила виступ |
| Саманта Аревало Салінас | 800 м вільним стилем  | 8:41.15           | 21                | Завершила виступ | Завершила виступ |
| Саманта Аревало Салінас | 1500 м вільним стилем | 16:48.52          | 21                | Завершила виступ | Завершила виступ |